# Hove (Regno Unito)
Hove è una località di 91 900 abitanti della contea dell'East Sussex, in Inghilterra. Con Brighton forma l'autorità unitaria di Brighton & Hove.
Inizialmente un villaggio di pescatori circondato da terreni agricoli aperti, Hove crebbe rapidamente nel XIX secolo grazie allo sviluppo della vicina Brighton, situata a est. Durante l'epoca vittoriana era ormai una cittadina pienamente sviluppata con lo status di borgo. Parrocchie limitrofe come Aldrington e Hangleton vennero annesse tra la fine del XIX e l'inizio del XX secolo. Nel 1974 il distretto urbano confinante di Portslade fu incorporato a Hove. Nel 1997, nell'ambito di una riforma del governo locale, il borgo si fuse con Brighton per formare il Borough of Brighton and Hove; questa autorità unitaria ottenne lo status di città nel 2000. Confina a est con Brighton e a ovest con Portslade-by-Sea.

## Nome ed etimologia
Le antiche grafie di Hove includono: Hou (Domesday Book, 1086), la Houue (1288), Huua (XIII secolo), Houve (XIII e XIV secolo), Huve (XIV e XV secolo), Hova (XVI secolo) e Hoova (1675). L'etimologia del nome è stata al centro di un lungo dibattito nel corso del XX secolo, con diversi studiosi che hanno proposto teorie contrastanti. Alcune ipotesi suggeriscono che possa derivare da una parola dell'antico norreno che significava "sala", "santuario" o "tumulo", in riferimento al tumulo dell'età del bronzo vicino all'attuale Palmeira Square; altre teorie indicano una locuzione dell'inglese antico, æt þæm hofe, che significa "presso la sala", oppure il termine inglese antico hufe, inteso come "riparo" o "copertura"; infine, alcuni ritengono che possa derivare dal termine del medio inglese hofe, che significa "ancoraggio". Nessun'altra località in Gran Bretagna porta il nome di Hove, e in Sussex sono piuttosto rari i nomi monosillabici. Il nome moderno, infatti, era originariamente pronunciato "Hoove" (/ˈhuːv/), mentre la pronuncia attuale (/ˈhoʊv/) risulta essere relativamente recente.

## Geografia fisica
Le parti settentrionali di Hove si posano su letti di calcare, appartenenti al sottogruppo di White Chalk, diffuso in tutto il sud-est dell'Inghilterra. Inoltre, il territorio è caratterizzato da vaste aree di terreno argilloso e sabbioso: vi sono depositi di argilla della Woolwich Formation e della Reading Formation, nicchie in cui l'argilla è intervallata da selce, e persino un grande accumulo di brickearth nell'area di Aldrington.
Le spiagge di Hove presentano le tipiche caratteristiche di una spiaggia formata in seguito alle tempeste: ad alta marea, risultano interamente composte da ghiaia, mentre durante la bassa marea si espone sabbia intervenuta tra i speroni marini, con un'estensione che varia da spiaggia a spiaggia. In tali condizioni, l'acqua è molto bassa e adatta al paddle, mentre durante le maree primaverili una porzione ancora maggiore di sabbia si estende oltre le difese costiere.
Nell'antica parrocchia di Hove, l'altitudine media del territorio oscillava tra 22 e 190 piedi (6,7–57,9 m). Quando poi Hove fu incorporata come città e si espanse includendo terreni di parrocchie limitrofe, il punto più elevato raggiunse circa 590 piedi (180 m) sopra il livello del mare.
Anche se a Hove non scorre alcun fiume, Westbourne Gardens, situato al confine occidentale dell'antica parrocchia, prende il nome dal "West Bourne", un ruscello che, sebbene visibile fino al XIX secolo, oggi passa sotto terra; inoltre, una mappa del 1588 documenta l'esistenza di un altro ruscello chiamato East Brook.
Fino al XIX secolo, l'antica parrocchia, che si estendeva su 315 ettari (778 acri), era essenzialmente agricola. Il territorio era dominato da tre grandi aziende agricole—Wick, Goldstone e Long Barn—che possedevano la maggior parte delle terre, note per la loro qualità eccellente, tanto che l'agronomo Arthur Young le definì “insolitamente fertili”. Su questi terreni si coltivavano avena, orzo, mais e una varietà di ortaggi. Soltanto negli anni 1870 furono progressivamente disfatti gli ultimi orti che si trovavano nelle vicinanze di Hove Street, e nei pressi di Eaton Road l'orzo continuò a essere coltivato fino a quando non fu edificato il campo da cricket della contea.
La fornitura d'acqua proveniva da pozzi situati ad ovest di Hove Street e dall'area compresa tra la strada costiera e il mare, quest'ultimo distrutto durante la Grande Tempesta del 1703. Inoltre, una sorgente ferrosa dell'azienda agricola Wick Farm veniva utilizzata soprattutto dai pastori che condurrebbero le loro greggi lungo antichi percorsi di transumanza, collegando Hove, le South Downs e i villaggi limitrofi.
Alcuni pastori locali incrementavano il loro reddito catturando allodole e culbianchi nordici, vendendo la carne di questi uccelli, molto apprezzata tra i visitatori più raffinati di Brighton. Tali uccelli, comuni sulle colline e nelle valli attorno a Hove, ad esempio a Goldstone Bottom, cessarono di essere prelevati quando i culbianchi divennero specie protette alla fine del XVIII secolo.
Con l'espansione urbana di Hove, l'allevamento ovino si è spostato verso zone più isolate delle South Downs, ma numerose antiche vie di transumanza sono ancora visibili oggi, utilizzate come strade o percorsi pedonali. Ad esempio, Hove Street e la sua continuazione verso nord, attuale Sackville Road, erano originariamente conosciuti come Hove Drove e conducevano direttamente alle Downs. Un lungo percorso orientato da ovest a est attraversava le parrocchie di West Blatchington, Hove e Preston fino a Lewes; oggi questa via è suddivisa e porta i nomi di The Droveway, The Drove e Preston Drove. La porzione chiamata The Droveway, sulla quale negli anni 1860 furono realizzati gli impianti idrici di Goldstone, è rimasta un diritto di passaggio fondamentale anche dopo la creazione di Hove Park. Infine, un ampio sentiero diagonale, un tempo noto come Dyer's Drove, si estende per diversi chilometri da Portslade-by-Sea fino alle Downs, mentre Drove Road nel villaggio di Portslade potrebbe essere stato utilizzato fin dai tempi romani.

### Clima
Le differenze tra minime e massime sono leggere. Secondo la Classificazione dei climi di Köppen il suo clima appartiene alla categoria "Cfb" (clima oceanico)

## Storia e sviluppo

### Evidenze pre-romane
A Hove sono stati ritrovati resti fossili risalenti all'epoca del Pleistocene in tre diverse località. In particolare, nel giardino di una casa in Poplar Avenue è stato estratto un molare di Elephas antiquus dal peso di 5,0 kg (11 libbre e 2 once); a Ventnor Villas, invece, sono stati rinvenuti dei denti di un elefante giovane, sepolti in profondità nel terreno; infine, nei pressi di Hove Street è stato scoperto il dente di un cavallo preistorico.
Durante i lavori di costruzione nei pressi di Palmeira Square nel periodo 1856–57, gli operai hanno messo alla luce un importante tumulo funerario. Questo tumulo, che si ergeva per 20 piedi (6,1 m) ed era una caratteristica preminente del paesaggio sin dal 1200 a.C., ha restituito, tra altri reperti, la celebre coppa d'ambra di Hove. Realizzata in ambra rossa baltica traslucida e delle dimensioni di una classica tazza in porcellana, l'artefatto è oggi esposto al Museo e Galleria d'Arte di Hove, e ne è stato trovato un solo altro nel Regno Unito. Nel sarcofago in cui fu rinvenuta la coppa, furono altresì sepolti un'ascia da battaglia in pietra, una pietra per affilare e un pugnale in bronzo, elementi dall'aspetto tipico della cultura del Wessex.

### Domesday Book
Nel Domesday Book sono riportate voci per Brighton e Portslade (Bristelmestune e Porteslage) e per piccoli insediamenti collinari come Hangleton (Hangetone), ma nulla per la località di Hove stessa.

### Medioevo e Rinascimento
Il primo insediamento conosciuto a Hove risale al XII secolo, quando fu fondata la chiesa di Sant'Andrea. Hove rimase per secoli una realtà insignificante, consistendo in una sola strada orientata nord-sud a circa 250 metri dalla chiesa, la quale, nel XVI secolo, era risultata in rovina. L’Hangleton Manor è un edificio signorile in selce ben conservato risalente al XVI secolo. Si ritiene che sia stato costruito intorno al 1540 per Richard Bel(l)ingham, due volte Alto Sceriffo del Sussex, le cui iniziali sono incise in un camino e il cui stemma adorna un soffitto in gesso del periodo. Attualmente, la manor ospita un pub-ristorante e, sebbene un tempo sorgeva in campagna aperta, ora è circondata dallo stabile insediamento residenziale di Hangleton del XX secolo.

### XVIII secolo
Nel 1723 un viaggiatore, l'antiquario John Warburton, scrisse:
"Ho attraversato un villaggio in rovina chiamato Hove che il mare sta quotidianamente inghiottendo e che sta per diventare completamente deserto; tuttavia, poiché la chiesa è piuttosto grande e dista abbastanza dalla riva, forse potrà salvarsi."
Tuttavia, intorno al 1702, fu costruito il The Ship Inn all'estremità rivolta verso il mare della via principale, rendendolo quindi vulnerabile all'erosione costiera.
Nel 1724, Daniel Defoe scrisse in riferimento alla costa meridionale:
"Non trovo che abbiano alcun commercio estero, se non quello che noi chiamiamo contrabbando e malviventi; il quale, posso dire, è il commercio dominante in tutta questa parte della costa inglese, dalla foce del Tamigi fino a Land's End in Cornovaglia."
La fertile pianura costiera a ovest del confine di Brighton possedeva depositi significativi di brickearth e, intorno al 1770, fu istituito un mattatoio (brickyard) sul sito che in seguito sarebbe diventato Brunswick Square. Successivamente, altri mattatoi furono fondati ulteriormente a ovest, rimanendo in attività fino a quando furono sostituiti dallo sviluppo edilizio residenziale.

### Sviluppi Regency e vittoriani
Il censimento del 1801 contava solo 101 residenti su 7.339 a Brighton. Nel 1821, l'anno in cui il Principe Regente fu incoronato come Giorgio IV, la popolazione salì a 312, mentre quella di Brighton triplicò, raggiungendo 24.429, e le abitazioni restavano ancora raggruppate su Hove Street, circondate da un paesaggio altrimenti deserto di campagne coltivate. Questa posizione relativamente isolata di Hove, rispetto a Brighton, era ideale per il contrabbando e vi si svolgeva una notevole attività illecita. I contrabbandieri di Hove divennero famosi, tanto che il contrabbando veniva spesso immagazzinato nella parzialmente restaurata St. Andrew's Church. La tradizione narra che il The Ship Inn fosse un ritrovo prediletto per i contrabbandieri, e nel 1794 vi furono alloggiati dei soldati. Nel 1818 si è svolta una battaglia accesa sulla spiaggia di Hove tra gli addetti alle entrate fiscali e i contrabbandieri, dai quali questi ultimi emersero vittoriosi. Nell’ambito della determinata iniziativa del Parlamento per combattere il contrabbando, nel 1831 fu aperta una stazione della guardia costiera all'estremità meridionale di Hove Street, proprio accanto al The Ship Inn.

## Trasporti
La città è collegata alle infrastrutture ferroviarie britanniche attraverso la stazione di Hove.

## Commerciale
Il centro cittadino fu notevolmente ristrutturato alla fine degli anni '90, quando la popolare George Street fu pedonalizzata. Alcune preoccupazioni circa l'impatto di questa misura (che si temeva potesse soffocare il commercio) furono espresse dai residenti, dal quotidiano locale The Argus e da piccoli negozi a gestione locale. Tuttavia, questi timori si rivelarono infondati. Nel 2003, tali piccoli negozi si affiancarono al primo grande supermercato del centro, un Tesco, costruito sul sito di un ex gasometro.

## Punti di riferimento e attrazioni

### Luoghi di culto
Dal 1531 al 1879 Hove faceva parte di una parrocchia comune con Preston. In seguito, con la crescita demografica e la costruzione di ulteriori chiese anglicane, la parrocchia di Hove, una volta separata, venne ripartita in più entità durante la fine del XIX e il XX secolo.
L'antica chiesa parrocchiale era rappresentata dalla St Andrew's Church, situata nella parte alta di Hove Street; però, verso gli anni 1830 venne trovata in rovina e successivamente ricostruita in stile neogotico.
La chiesa di Santa Elena, ubicata a Hangleton e sottoposta a lievi restauri negli anni 1870, conserva il caratteristico aspetto di una semplice chiesa delle zone rurali del Sussex.
Nel XVII secolo, la chiesa di San Pietro fu abbandonata e cadde in rovina a causa della depopolazione di West Blatchington, per poi essere ricostruita negli anni 1890.
Anche la chiesa di San Leonardo, parrocchiale di Aldrington, rimase in rovina fino al 1878, quando l'aumento della popolazione locale rese necessario il suo restauro.
Nel 1828 fu inaugurata una seconda chiesa dedicata a Sant'Andrea nell'area residenziale di Brunswick. Nel 1852 fu costruita, a Piazza Palmeira, la chiesa di San Giovanni Battista, seguita nel 1858 dalla vicina chiesa di San Patrizio e nel 1864 dalla Chiesa della Santa Trinità, situata nel centro di Hove. Dal 1883, la chiesa di San Barnaba si occupava delle zone più povere intorno a Sackville Road, mentre tra il 1889 e il 1891 fu edificata la chiesa di All Saints su Eaton Road.
Nel 1895 fu eretta la chiesa di San Filippo, in qualità di seconda chiesa per Aldrington e nel 1903 aprì una sala missionaria – oggi conosciuta come Chiesa di Holy Cross – nell'area di Poets' Corner. Nel 1909 fu inaugurata la chiesa di San Tommaso Apostolo su Davigdor Road; nel 1913 fu completata la costruzione della chiesa di Sant'Agnese, situata a nord della stazione di Hove; mentre nel 1939 fu aperta la Bishop Hannington Memorial Church a West Blatchington. Dal 1961, l'area del complesso residenziale The Knoll è servita dalla chiesa di San Riccardo, che ha sostituito un antico capannone ecclesiastico degli anni '30.
Quattro di queste chiese sono state poi chiuse: Sant'Agnese nel 1977, Sant'Andrea a Brunswick Town nel 1990, San Tommaso nel 1993 e la Santa Trinità nel 2007.
Da nota, la chiesa di All Saints, un edificio di Grado I progettato da John Loughborough Pearson, fu elevata a chiesa parrocchiale di Hove nel 1892.